# Aedes capensis
Aedes capensis är en tvåvingeart som beskrevs av Edwards 1924. Aedes capensis ingår i släktet Aedes och familjen stickmyggor. Inga underarter finns listade i Catalogue of Life.